# Hajós József (filozófiatörténész)
Hajós József néhány írói álneve: Brassai Béla, Kiss Mihály, Medeséri János (Brassó, 1923. december 26. – Kolozsvár, 2008. július 28. előtt) erdélyi magyar filozófiatörténész.

## Életpályája
Középiskoláit Brassóban és Nagyenyeden végezte (1934–42), a Bolyai Tudományegyetemen bölcseletből szerzett tanári oklevelet (1948), itt védte meg A wolffi lélektan Erdélyben című doktori értekezését (1974). Mint tanársegéd logikát adott elő a Bolyai Tudományegyetemen (1949–52), az Akadémiai Könyvkiadó kolozsvári szerkesztője (1955–58), majd tudományos kutató, 1966-tól főkutató az RSZK Akadémiája Kolozsvári Fiókjának filozófiai szakosztályán. Többnyire az erdélyi bölcselet múltjával foglalkozik. A kritika mint a hazai magyar filozófiatörténet legjobb ismerőjét, európai látókörű eszmetörténészt, lényeges mondandójú közírót tartja számon.
Irodalmi munkásságát Gaál Gábor mellett kezdte el az Utunk hasábjain. Számos cikkét és tanulmányát közölte – a fontosabbakat említve – a Korunk (Thomas Paine. 1959/9; Kezdeti filozófiai tájékozódások a Bethlen Kollégiumban. 1972/7), Utunk (A darwinizmus térhódítása Erdélyben. 1952/19; Mátrai Ernő. 1954/46), Igaz Szó (Pascal és az írásművészet. 1962/8), Nyelv- és Irodalomtudományi Közlemények (Lessingiana. 1972/2), A Hét (Morus 500 éves. 1978/1), Orvosi Szemle (Emil Racoviță determinizmusáról. 1963/1), Ifjúmunkás (Széljegyzetek az itt és mosthoz. 1980/15), Művelődés (Köteles filozófiai enciklopédiája. 1979/12), Brassói Lapok (Lessingről. 1979/51), Igazság (Spinoza Kolozsvárt. 1977/42), Cercetări Filozofice (Din istoria ideilor înaintate la maghiarii din Transilvania. 1959/6); Revista de Filozofie (Idei precarteziene despre suflet la cărturari transilvăneni. 1966/1), Revista de Psihologie (Din antecedentele psihologiei evoluționiste în Transilvania. 1965/4), Studia Universitatis Babeș–Bolyai, Seria Philosophia (Dialectica lui Feuerbach. 1979/2), Napoca Universitară (Montesquieu. 1981/1–2).
Írásai jelentek meg az Új Élet, Vörös Zászló, Előre, Tribuna, România Liberă, Făclia, Neuer Banater Zeitung, Karpaten Rundschau, Neuer Weg hasábjain is.
Közreműködésével készült tanulmánygyűjtemények, összefoglaló művek: Filozófiai tanulmányok (1957), Antologia gîndirii românești (1967), Din istoria pedagogiei românești III. (1967), Ideologia generației române de la 1848 din Transilvania (1968), Látóhatár (1973).
Magyar nyelven megjelent, szövegválogatást is nyújtó önálló kötetei az erdélyi múlt haladó hagyományaival foglalkoznak: Mentovich Ferenccel (magyarul névtelenül 1952-ben, románul 1954-ben), Kiss Mihállyal (1953), Parádi Kálmánnal (1955), Sámi Lászlóval (Darabán József közreműködésével, 1955). Monográfiaszerű nagy tanulmány vezeti be Köteles Sámuelről kiadott terjedelmes válogatását (1969). Bevezető tanulmányaival jelent meg Mentovich Ferenc Új világnézlet című munkája (1974) és a Vasile Goldiș a nemzetiségi kérdésről című kötet (1976). Hosszabb tanulmányokat készített Pascal, Leibniz, Kant, Fichte, Schelling, Feuerbach gondolkodásának dialektikus elemeiről.

## További irodalom
- Saszet Géza: Mentovich Ferenc. Utunk 1953/23.
- Jancsó Elemér: Kiss Mihály. Utunk 1954/40
- Jancsó Elemér: Hajós József: Parádi Kálmán. Utunk 1955/32.
- Mikó Imre: Köteles. Utunk 1969/18.
- Aniszi Kalmán: Ludus humanus. Beszélgetés Hajós Józseffel. A Hét 1977/4; újraközölve A filozófia műhelyében. 1978. 94–104.
- Bernád Ágoston: Levél Hajós Józsefhez. A Hét 1977/5.